# Traité de bave et d'éternité
Pour plus de détails, voir Fiche technique et Distribution.
Traité de bave et d'éternité est le premier film ciselant du cinéma lettriste, écrit et réalisé par Isidore Isou en 1951. Bien qu'ayant fait scandale lors de sa projection (non achevé) à Cannes en 1951 il reçoit le prix des Spectateurs d'Avant-Garde, le prix " en marge " du Festival et le prix Saint Germain des Près.

## Le film

### Montage
Ce film est basé sur le principe du montage discrépant qui consiste, selon Isou, en une disjonction totale entre le son et l'image, traités de manière autonome sans aucune relation signifiante.

#### Son
Ainsi, la bande-son est constituée de poèmes lettristes (servant de générique et d'interludes), auxquels s'adjoint une narration contant l'histoire de Daniel, auteur d'un manifeste pour un nouveau cinéma (le cinéma discrépant), de son discours face à un public hostile et de son histoire d'amour avec une dénommée Ève. L'autonomisation du son a pour but de le faire s'épanouir pleinement, sans tenir compte de l'image, lui offrant ainsi toute la richesse stylistique de la prose, devenant un véritable roman parlé.
D'autre part, la bande-son de ce long métrage introduit pour la première fois des poèmes et improvisations lettristes.

#### Image
La bande-image, quant à elle, constituée, en grande partie, de found footage, présente une succession d'images banales : Isou errant dans le quartier de Saint-Germain-des-Près ou en compagnie de personnalités (comme Jean Cocteau, ou Blaise Cendrars), des fragments de films militaires récupérés dans les poubelles de l'armée ou d'exercices de gymnastique filmés, et des plans d'actualités de personnalités de l'époque, telle l'actrice Danièle Delorme.
Ces images servent de prétexte à l'utilisation de la ciselure, procédé rendu en peignant, grattant ou rayant directement la pellicule, séparant ainsi chaque photogramme, habituellement perdu dans le mouvement général d'un film, pour l'explorer en lui-même et l'anéantir. L'image se retrouve parfois réduite à des écrans blancs ou noirs à divers moments du film.

### Démarche
Ce film est bâti sur le fait que le cinéma n'a cessé de s'enrichir et de se perfectionner, depuis les frères Lumière jusqu'à Cocteau et Buñuel (en passant par Méliès, Murnau, Chaplin ou Eisenstein), mais que, depuis lors, il s'est banalisé, cessant d'être créatif pour devenir simplement productif, à l'instar des films commerciaux hollywoodiens.
Par souci de créativité, Isou constate que la seule manière de faire un film original est de le détruire en ses fondements propres, où l'anéantissement cinématographique peut être générateur de nouvelles beautés.

### Influence
Cette phase destructive du cinéma est nommée cinéma ciselant, dont le cinéma discrépant n'est que la première étape et qui sera approfondi la même année par Maurice Lemaître (Le film est déjà commencé ?), puis l'année suivante par Gil J Wolman (L'Anticoncept), et Guy Debord (Hurlements en faveur de Sade), dont les scénarios furent publiés par Marc'O au sein de l'unique numéro de Ion, sorti en avril 1952.
Dans son article de 1952 des Cahiers du cinéma, Éric Rohmer écrit :
« Enfin, je crois de mon devoir de dire que ce premier chapitre où l’on nous montre Isou déambulant sur le boulevard Saint-Germain m’a mille fois plus « accroché » que le meilleur des films non commerciaux qu’il m’ait jamais été donné de voir. »
Isou ira même jusqu'à proposer, en 1952, le Film-débat, film sans pellicule uniquement constitué des discussions des spectateurs sur un film possible.
Traité de bave et d'éternité a eu une influence durable sur le cinéma en général et le cinéma expérimental en particulier, devenant une référence pour les cinéastes de la Nouvelle Vague (et notamment de Jean-Luc Godard et Alain Resnais) et du cinéma underground américain (chez Stan Brakhage). On retrouve aussi son influence dans la plupart des films de Debord ou de Chris Marker.
Dans son entretien avec  Jean Narboni, à la question :
« Pourtant, vous n’étiez pas iconoclaste. Vous ne l’avez jamais été… »
Éric Rohmer répond :
« Je n’étais pas iconoclaste. Je n’adhérais d’ailleurs nullement au lettrisme, je ne pensais pas que la voie du cinéma était celle que prétendait Isou, je disais seulement qu’il fallait le prendre en considération. Il a été d’une certaine façon le précurseur du happening. Ce qui se passait sur l’écran n’était destiné qu’à provoquer l’intervention du spectateur. Il a également dit que Godard n’avait rien inventé. Il y avait en effet déjà chez lui certaines idées godardiennes – ne serait-ce que le fait de maltraiter la pellicule, la salir, la piétiner, ou plus simplement mépriser les « raccords » de montage. »

## Fiche technique
- Titre français : Traité de bave et d'éternité
- Titre anglais : Venom and eternity
- Réalisation : Isidore Isou
- Assistant-réalisateur : Maurice Lemaître
- Bande-paroles : écrite par Isidore Isou
- Les voix : Daniel par Albert J. Legros ; Le Commentateur par Bernard Blin
- Divers : Serge, Colette, Wolman, Marc'O, Jean-Louis Brau, Maurice Lemaître, Isidore Isou
- Voix additionnels : C. Carrigue, Myriam.
- Images : Nat. Saufer
- Musique : « commerciale » composée et interprétée sous la direction de Daniel Garrigue.
- Son : Enregistrement sur disques par R. Beauvais, G. Parry et Carron sous la direction de M. Farge.
- Ingénieurs du son : M.Ormancey, J. Boutiron
- Montage : Suzanne Cabon
- Production : Marc Gilbert Guillaumin dit Marc'O
- Pays d'origine : France
- Quelques personnalités qui apparaissent dans le film : Jean Cocteau, Blaise Cendrars, André Maurois, Armand Salacrou, Jean-Louis Barrault, Marcel Achard, Daniel Gélin, Danièle Delorme, Rodica Valeanu[2]
- Tirage : C.I.M Gennevilliers
- Période de réalisation : Entre le  15 août 1950 et le 23 mai 1951
- Durée : 120 minutes
- Première publique (film non achevé) : 20 avril 1951 au Festival de Cannes
- Premières projections : 23 mai 1951 (Ciné-Club du Musée de l'Homme, Paris), 5 juin 1951 (Cinéma Alexandra Paris), 25 janvier au 7 février 1952 (en exclusivité au Studio de l'Étoile, Paris)
- Tous publics

## Citations du film
« Je crois premièrement que le cinéma est trop riche. Il est obèse. Il a atteint ses limites, son maximum. Au premier mouvement d’élargissement qu’il esquissera, le cinéma éclatera ! »

« J’annonce la destruction du cinéma, le premier signe apocalyptique de disjonction, de rupture, de cet organisme ballonné et ventru qui s’appelle film. »

### Éditions du film
- Le texte a été publié dans Œuvres de spectacle d'Isidore Isou (Éditions Gallimard, 1964).
- Le film est sorti en DVD chez RE:VOIR Vidéo en 2008.